# Viedma

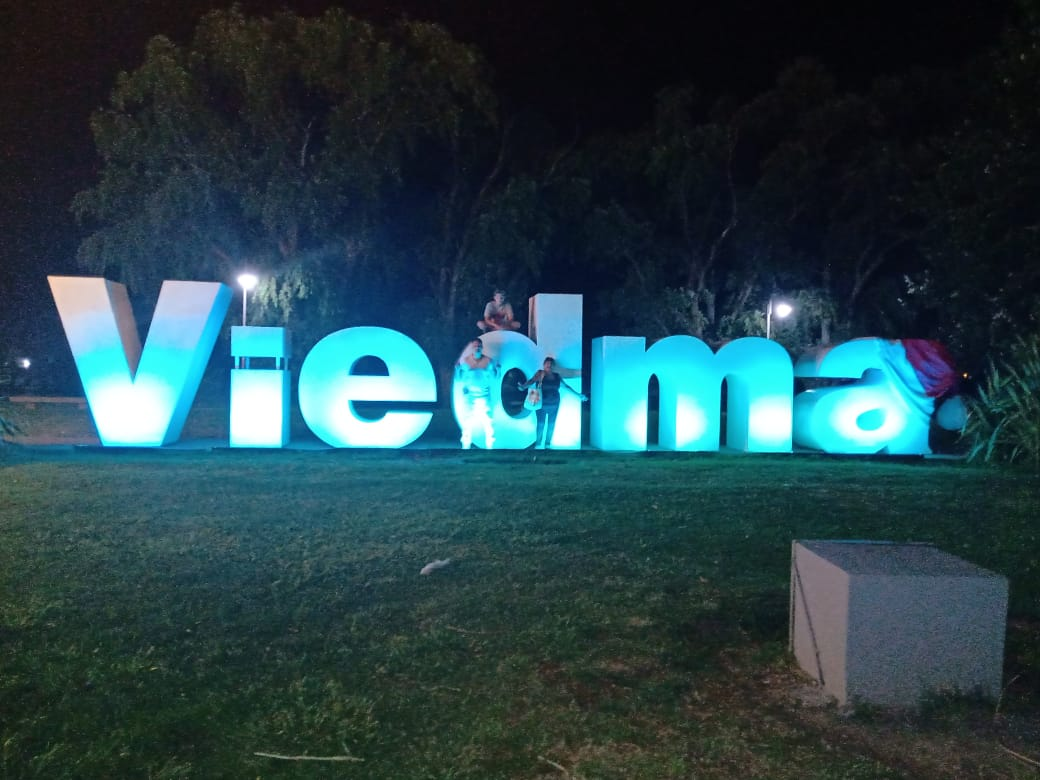
Cartel luminoso ubicado en la plazoleta donde fue fundada la localidad.

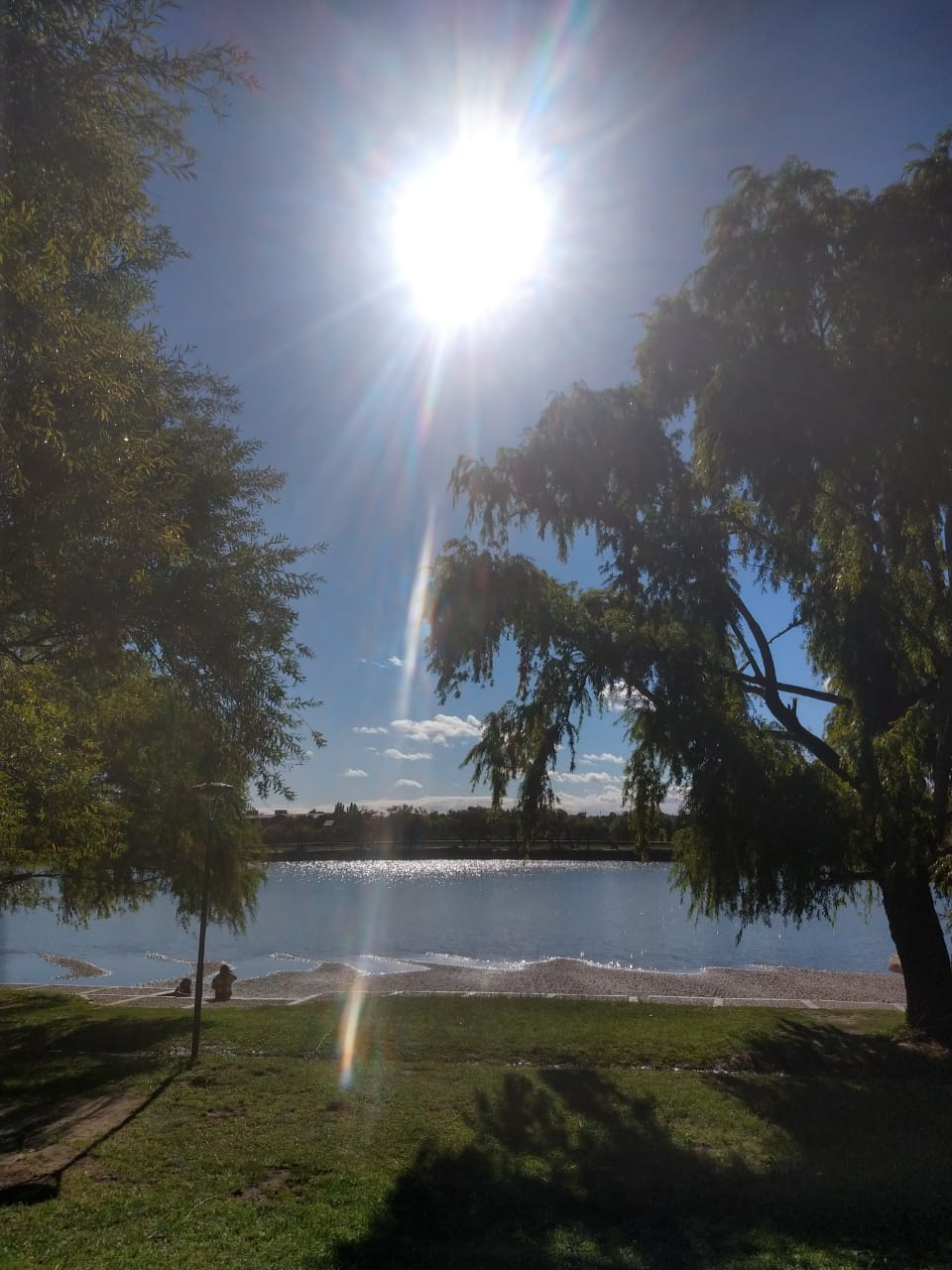
Imagen tomada desde la costanera de la ciudad de Viedma, Río Negro, con vista hacia Carmen de Patagones, Buenos Aires.

Viedma es la ciudad capital de la provincia de Río Negro, ubicada en el nordeste de la Patagonia argentina. También es la cabecera del departamento Adolfo Alsina. Se sitúa al este de la provincia, en la margen derecha del tramo final del río Negro, frente a la ciudad del interior bonaerense de Carmen de Patagones con la cual está conurbada, denominándose en conjunto «La Comarca Viedma-Patagones», y dentro de la zona productiva conocida como valle inferior del río Negro. Viedma integra la red de Mercociudades.

## Historia

### Antecedentes
Las Reformas Borbónicas políticas, económicas, sociales y administrativas ideadas e implementadas por los Reyes Borbones repercutieron tanto en la misma península ibérica como en sus colonias americanas. Dentro de estas reformas se ideó un ambicioso proyecto que garantizase su soberanía en las regiones amenazadas de sus colonias. Fue así como se planificó y materializó el surgimiento de una serie de poblaciones civiles desde la Alta California hasta las costas patagónicas.
En 1778 José Moñino, ministro de Indias del rey Carlos III, propuso fundar dos poblaciones y dos fuertes subordinados a ellas en la costa atlántica patagónica, una población en la bahía Sin Fondo (lugar en donde se suponía que desembocaba el río Negro en la punta del golfo San Matías) y otra en la bahía San Julián.  El 14 de mayo de ese año Juan de la Piedra fue designado por el rey para comandar la expedición fundadora con el título de “comisario superintendente de la bahía Sin Fondo” y junto a Antonio de Viedma, quien fue designado contador y tesorero, llegaron a Buenos Aires el 27 de agosto. 
La expedición fundadora partió de Montevideo el 15 de diciembre de 1778 con tres barcos (una fragata, un paquebote y un bergantín) con 232 personas (100 soldados), al mando de Juan de la Piedra. 
En enero de 1779 desembarcaron en una bahía a la que denominaron San José. Allí establecieron el Fuerte y Puerto de San José de la Candelaria. El 13 de febrero De la Piedra envió a Basilio Villarino a explorar el río Negro, logrando navegar por él el 22 de febrero. Al día siguiente se produjo el primer contacto de la expedición con los indígenas, retornando a San José el 16 de marzo. 
En San José se incorporó a la expedición Francisco de Viedma, nombrado por el rey como “comisario superintendente de la bahía San Julián”, pero que el virrey lo cambió de destino nombrándolo interinamente para la bahía Sin Fondo, quedando De la Piedra asignado para la bahía San Julián. Por desavenencias con respecto al mando, Juan de la Piedra abandonó luego la expedición, regresando a Montevideo en la fragata el día 4 de marzo.

### Fundación de Viedma
Tras el regreso de Villarino, Viedma decidió trasladar el campamento hacia el río Negro, partiendo el 16 de abril con una sumaca y un bergantín y dejando a su hermano Antonio de Viedma a cargo del campamento de la bahía San José. El 22 de abril del mismo año, Francisco de Viedma fundó el Fuerte de Nuestra Señora del Carmen y Pueblo de Nueva Murcia, en la margen sur del río Negro, a 30 km de su desembocadura en el océano Atlántico, en tierras que debió adquirir al cacique Negro que habitaba en las proximidades.
Poco menos de tres meses después, el 13 de julio, una de las habituales inundaciones destruyó las escasas construcciones por lo que se decidió el traslado a la margen norte del río, que se encuentra a una altura mayor, es decir, al lugar de emplazamiento de la actual ciudad de Carmen de Patagones. El 2 de octubre de ese mismo año arribó la primera de las 11 embarcaciones que movilizaron a colonos previamente contratados. Esta fue la primera población estable de origen europeo en tierras patagónicas, siendo estos españoles y en su mayoría de origen maragato. 
Los colonos de la Patagonia fueron contratados de origen español, pertenecientes a sectores desfavorecidos de Galicia y León. A los mismos se les prometía un futuro próspero, que incluía transporte al lugar de destino, tierras para trabajar, viviendas, bueyes, arados, semillas, comida y salario. El documento que firmaban tomaba el nombre de Contrata. En la mayor parte de los casos los contratados eran analfabetos, por lo que la lectura quedaba a cargo de los funcionarios reales, quienes solo les indicaban que el destino final sería en algún sector del Río de la Plata, que sería designado por el virrey, no les decían que la finalidad de la empresa era poblar la Patagonia, en ese entonces eran tierras muy hostiles. Tampoco les aclaraban hasta cuando debían permanecer en el lugar asignado, ni cuando recibirían las casas y otros beneficios prometidos.
El encargado de encontrar personas disponibles para el proyecto fue Jorge Astraudi, intendente interino del Reino de Galicia. Su misión fue captar 200 familias gallegas que supieran trabajar la tierra, fueran artesanos, albañiles, carpinteros, herreros, etc. Luego, debido a la falta de gallegos dispuestos a emprender la empresa, se convocó a vecinos de las provincias de Zamora, Salamanca, Toro, Palencia, Valladolid, el Principado de Asturias y principalmente de León. La mayor parte de los aportes de población dados por la provincia de León provinieron de la comarca de la Maragatería, por ello, aún hoy a los habitantes de Carmen de Patagones se los llama maragatos.
En 1785 se constituyó la Comandancia de Patagones. Su sede era el fuerte de Carmen de Patagones y se suponía que su jurisdicción alcanzaba la totalidad de la Patagonia, desde el río Negro hacia el sur y desde el océano Atlántico a la Cordillera de los Andes. Sin embargo en los hechos la Comandancia solo ejerció jurisdicción sobre el Fuerte de Patagones y regiones cercanas.

### SigloXIX
Durante casi un siglo (1779-1878) los terrenos que ocupa la ciudad de Viedma, en la margen sur del río constituyó el barrio sur del Fuerte del Carmen. En marzo de 1827 le tocó a los ciudadanos del lugar enfrentarse al Imperio del Brasil en la Batalla de Carmen de Patagones, resultando victoriosa la defensa de la ciudad. En 1856, el comandante militar de Patagones, coronel Benito Villar, erigió en la margen derecha del río, la capilla de Nuestra Señora de la Merced, en homenaje a la virgen de la Merced, que luego dio lugar al nombre Mercedes de Patagones aunque más comúnmente se usaba decir Patagones Sur. El 11 de octubre de 1878, al trazarse los límites entre la Provincia de Buenos Aires y la Gobernación de la Patagonia, se escinde de la ciudad de Carmen de Patagones y se convierte en la capital de dicha Gobernación. La localidad es rebautizada bajo el nombre de Viedma el día 4 de julio de 1879 en homenaje a su fundador, logrando diferenciarla más efectivamente de la región norte. En octubre de 1884 por medio de la ley N° 1532 la Gobernación de la Patagonia fue dividida y Viedma permaneció como capital de manera no oficial del Territorio Nacional del Río Negro.

#### Inundación de 1899

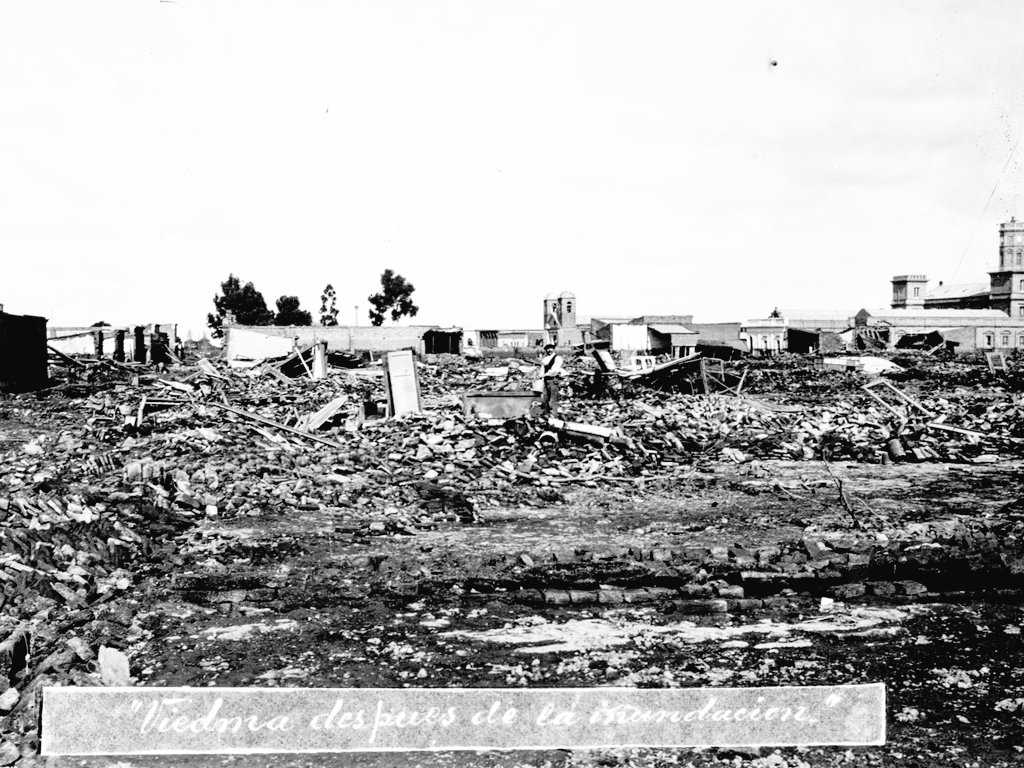
Vista parcial de Viedma tras la inundación de 1899

A fines de julio de 1899 la ciudad fue arrasada por la Gran Inundación, que previamente destruyó la línea de Fuertes ubicados a la vera del río Negro. A pesar de los esfuerzos del gobernador de Río Negro, José Tello, por construir defensas para proteger la población el 18 de julio la ciudad comenzó a ser atacada por el agua, que accedió por dos vías: el río Negro y, principalmente, la Laguna El Juncal. La sede de la gobernación fue evacuada y muchos vecinos abandonaron sus casas, buscando refugio en Patagones. El 21 de julio a las 8 de la mañana, los terraplenes que mandara a construir el gobernador se rompieron y las aguas avanzaron sobre la ciudad. Los vecinos que habían permanecido en la ciudad fueron rescatados por embarcaciones como el vapor Limay. El 25 de julio la inundación llegó a parte de Patagones, sin embargo los lugares altos de la ciudad se mantuvieron intactos. El 27 las aguas llegaron a su altura máxima, y solo tres días después comenzaron a retroceder. 
Tello instaló el gobierno del territorio de Río Negro en Patagones, pero a principios de agosto el gobierno nacional dispuso el traslado a Choele Choel. En septiembre los ciudadanos comenzaron a reconstruir sus casas, rodeados por la Laguna El Juncal que permaneció en la ciudad hasta ser escurrida totalmente recién en la década de 1930, tras diversos trabajos para secarla con el fin de evitar nuevas inundaciones.
Se discutió sobre el traslado definitivo de la capital del territorio a Choele Choel, pero el gobernador defendió firmemente a Viedma, logrando que se restituyera su condición de capital en mayo de 1900. Es por ello, sumado a su trabajo para lograr llevar el pueblo adelante tras su destrucción casi total, que se lo considera el Refundador de Viedma.

### SigloXX
En los primeros años de la década de 1910 miembros de la localidad comenzaron a poblar la costa marítma, ubicada a escasos kilómetros del centro de la localidad, adoptando ese sitio como lugar de veraneo. En un principio esta villa fue denominada vulgarmente como Balneario La Boca, al estar ubicada en la desembocadura del río Negro en el mar; a pesar de quienes insistían en que el nombre debía ser Balneario Mazzini en reconocimiento al doctor viedmense Jacinto Mazzini, propulsor de ese sitio. Finalmente, por decreto del entonces gobernador de Río Negro, se adopta oficialmente el nombre de Balneario El Cóndor, tomando como dato que la villa turística estaba ubicada en la propiedad privada de los señores Harriet, cuyo establecimiento tenía esta denominación. Sin embargo, aún perdura la utilización informal de Balneario La Boca entre los viedmenses y maragatos.
Cuando el Territorio Nacional del Río Negro se convirtió en provincia en 1955, Viedma fue declarada en el artículo 4 de la reciente constitución provincial como capital provisoria. Durante los gobiernos provinciales de Edgardo Castello (1958-1962) y Carlos Christian Nielsen (1963-1966), elegidos en comicios restringidos por la proscripción del peronismo y con sus propios partidos políticos (la Unión Cívica Radical Intransigente y la Unión Cívica Radical del Pueblo) teniendo fragmentaciones internas agravadas por las tendencias localistas de sus miembros, tuvo lugar un prolongado debate con respecto a la ubicación de la capital de la provincia, entre las posturas que deseaban que la misma se mantuviera en Viedma y las que defendían su traslado a General Roca, en un período histórico conocido como desintegración rionegrina. Recién el 20 de octubre de 1973, bajo la ley N.º 852, autoría del diputado provincial por el Partido Justicialista, Dante Alighieri Scatena, Viedma sería confirmada como capital definitiva de la provincia. La ceremonia de la capitalización se realizó en el Centro Municipal de Cultura. 
Durante el autodenominado Proceso de Reorganización Nacional, dictadura cívica-militar que gobernó Argentina entre 1976 y 1983, la ciudad estuvo enmarcada en Subzona 51. Los opositores al Proceso fueron detenidos en los centros clandestinos de detención (CCD), el más conocido de ellos es la actualmente conocida como la Casona de los Derechos Humanos ubicada en la calle Misiones Salesianas 20. Otro CCD fue la delegación de la Policía Federal, ubicada en Garrone 129, lugar donde se practicaron numerosas detenciones y torturas.
Con motivo de celebrarse el bicentenario de la ciudad, el 22 de abril de 1979, se presentó el primer escudo de la localidad, en su región inferior presentaba tres símbolos inspirados en el 2.º escudo de la provincia de Río Negro (1969-2009): la cruz, un sable militar, y una lanza indígena, representando la cruz un homenaje a "la conquista espiritual y cultural llevada a cabo por el cristianismo”; el sable rinde homenaje "al valor del soldado argentino" y a los caídos en las Campañas del Desierto, por su parte la lanza "encarna la voluntad de defensa y soberanía puesta al servicio de la Nación", siendo estas descripciones las expuestas en la Carta Orgánica Municipal vigente hasta el año 2010. En el marco del revisionismo histórico, al reformarse la Carta Orgánica en 2010 la Convención Constituyente recomendó al Concejo Deliberante que convoque a un concurso para la creación de un nuevo Escudo para Viedma, hecho finalmente consumado en 2012.

#### Proyecto de Capital Nacional
En 1986 se puso en marcha el Proyecto Patagonia, el cual consistía en el traslado a la conurbación Viedma - Carmen de Patagones la capital federal del país. El 27 de mayo de 1987 el Congreso de la Nación sancionó la ley N° 23.512 en la que se estableció el futuro traslado de la capital federal al proyectado Distrito Federal de Viedma - Carmen de Patagones, que comprende Viedma, Carmen de Patagones y Guardia Mitre. Para llevar a cabo el traslado se creó el Ente para la Construcción de la Nueva Capital - Empresa del Estado (ENTECAP).
En 1989, al finalizar el mandato del presidente Raúl Alfonsín, quien propuso el traslado, y tras las dificultades económicas del país el proyecto fue desactivado por su sucesor, el presidente Carlos Saúl Menem. Los plazos de 5 años para realizar el mismo, que fueron dados por las legislaturas de las provincias de Buenos Aires y Río Negro, expiraron en 1992 sin avances en el proyecto. La Constitución de Río Negro, modificada en 1988, sostiene en uno de sus artículos:

Artículo 11.- La ciudad de Viedma es la capital de la Provincia. Es el asiento de las autoridades provinciales, conforme a esta Constitución. Deja de ser capital cuando se efectivice el traslado de las autoridades nacionales al nuevo Distrito Federal.

En 1999 el expresidente Raúl Alfonsín sostuvo en una nota al Diario La Nación que, al estar vigente la ley de traslado de la capital, "cualquier presidente la mudaría con un decreto". Sin embargo, durante la presidencia de Cristina Fernández la ley fue finalmente derogada el 21 de mayo de 2014.

### SigloXXI
A partir de 2002, Viedma ha incorporado en su denominación oficial el concepto de "Capital histórica de la Patagonia", sobre la base de haber sido desde 1878 hasta 1882 capital de la Gobernación de la Patagonia y ser, junto a Carmen de Patagones, la ciudad más antigua de esa región binacional.
En diciembre de 2007 por ley nacional 26.330 es creada la Universidad Nacional de Río Negro, estableciendo su rectorado en la ciudad. El primer ciclo lectivo comenzó en marzo de 2009. Además de ser asiento del rectorado es la ciudad cabecera de una de las tres sedes, la Sede Atlántica.
El 3 de diciembre de 2012 fue elegido un nuevo escudo para la ciudad, el mismo fue creado por Mariano Sebastián Blanco.
En agosto de 2015 la legislatura de Río Negro aprobó la ampliación del ejido de la localidad hacia el este de la provincia, ingresando los balnearios de El Espigón, La Lobería y Bahía Creek bajo su jurisdicción.

## Gobierno

### Historia
Las primeras Comisiones Municipales de Viedma fueron nombradas directamente por el gobernador y presididas por el juez de paz.  Si bien estaba previsto por Ley 576 (que rigió la administración y vida de los territorios hasta fines de 1884) que toda población que pasase de los mil habitantes podía elegir sus autoridades municipales y el juez de Paz. Pero tal cosa no sucedió hasta dos años después de haberse dictado la Ley 1532, de Territorios Nacionales.
En cumplimiento de lo mandado por esta, precisamente el 20 de noviembre de 1886 el gobernador Lorenzo Vintter convocó al pueblo de Viedma para que eligiese por vez primera, a sus autoridades municipales. Las elecciones se llevaron a cabo el día 5 de diciembre y el viernes 9 se procedió a “la instalación del Concejo Municipal electo” el que fue presidido por el vecino Alejandro Crespo.

### Actualidad
En 2003 fue elegido intendente Jorge Ferreira, por la Unión Cívica Radical (UCR), luego fue reelecto en 2007 y 2011. Su gestión se destacó por el embellecimiento de los espacios verdes, tales como la costanera o los bulevares y por la mejora de las vías de circulación. El 5 de enero de 2013 falleció Ferreira por lo que asumió como presidente del Concejo Deliberante  quien convocó a elecciones para mediados de marzo, resultando electo para completar el mandato de Ferreira hasta diciembre de 2015. 
En marzo de 2015 se efectuaron las elecciones municipales resultando electo Foulkes que en este caso fue candidato tanto de la Unión Cívica Radical como del Frente Progresista (Partido Socialista y ARI). Se mantuvo en el cargo hasta su fallecimiento en 2019. Quedó al mando del ejecutivo municipal hasta la finalización del mandato de Foulkes el presidente del Concejo, Mario Alberto Francioni, del Partido Justicialista. 
El actual intendente es Pedro Pesatti del partido Juntos Somos Río Negro, quien fue elegido en 2019 y asumió el 10 de diciembre de ese año.

## Educación

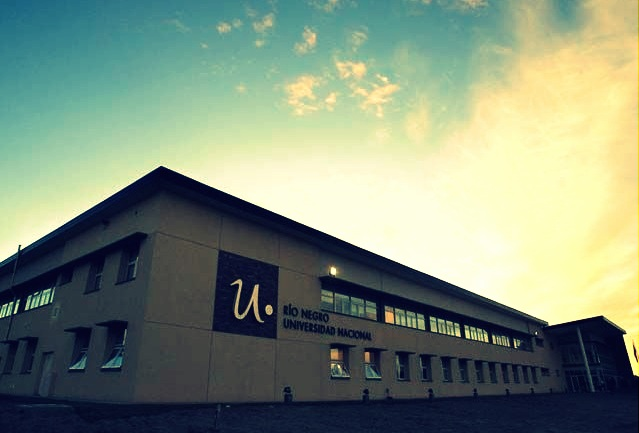
UNRN Sede Atlántica

### Educación pública
Viedma tiene la sede principal de la Universidad Nacional de Río Negro y el asiento del rectorado desde 2007 cuando fue fundada la universidad. También es sede de la unidad académica Centro Universitario Regional Zona Atlántica (CURZA) de la Universidad Nacional del Comahue desde 1972.
La ciudad cuenta con 23 escuelas primarias públicas, de las cuales una es una escuela de educación especial, y dos son escuelas primarias para adultos.
Respecto a la educación secundaria, la ciudad consta con 13 colegios secundarios públicos. De ellos dos son técnicos: el CET N.º 6 con talleres de mecánica y eléctrica; y el CET N.º 11, Escuela Secundaria de Formación Agraria (ESFA).

### Educación privada
Funcionan en la capital provincial seis instituciones educativas primarias privadas. Ellas son el Instituto Adventista De Viedma; la Escuela Ecológica Gaia; el Instituto Modelo Viedma; el Instituto San Francisco de Sales; el Colegio Ceferino Namucurá y el Instituto María Auxiliadora, estos tres últimos con orientación salesiana.
En cuanto a la enseñanza secundaria privada, encontramos cuatro colegios: el Colegio Artémides Zatti; el Colegio Padre Juan Edmundo Vecchi;  La Escuela Ecológica Gaia; y el Instituto Modelo Viedma.
Con respecto a la educación universitaria se encuentran la Universidad Empresarial Siglo 21 y la Universidad Blas Pascal con sus carreras a distancia.

## Geografía

### Naturaleza
Viedma se encuentra en la provincia fitogeográfica del Monte de acuerdo con la clasificación de la fitogeografía argentina realizada por el botánico Ángel Cabrera, en las décadas de 1970 y 1980. En un trabajo del año 2018, liderado por el también botánico Mariano Oyarzabal, se nombra a la zona como «matorral de zigofiláceas con Prosopis y Geoffroea», «Monte Oriental» o «de Transición». Entre las plantas nativas de la zona se incluyen formaciones arbustivas, en su mayor parte, con predominancia de zigofiláceas arbustivas, en especial del género Larrea, asociadas con Prosopis arbustivos. 

### Clima

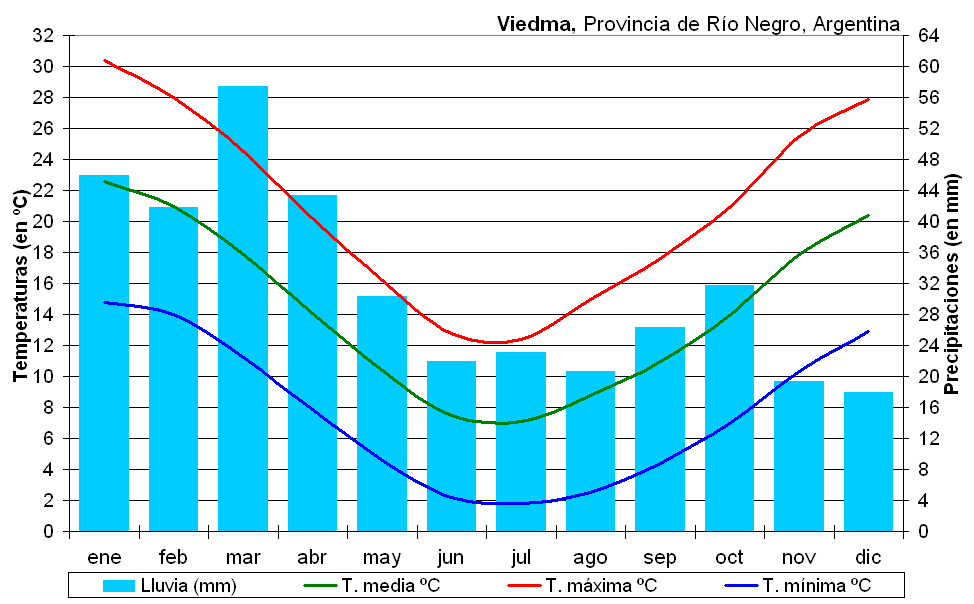
Climograma de Viedma.

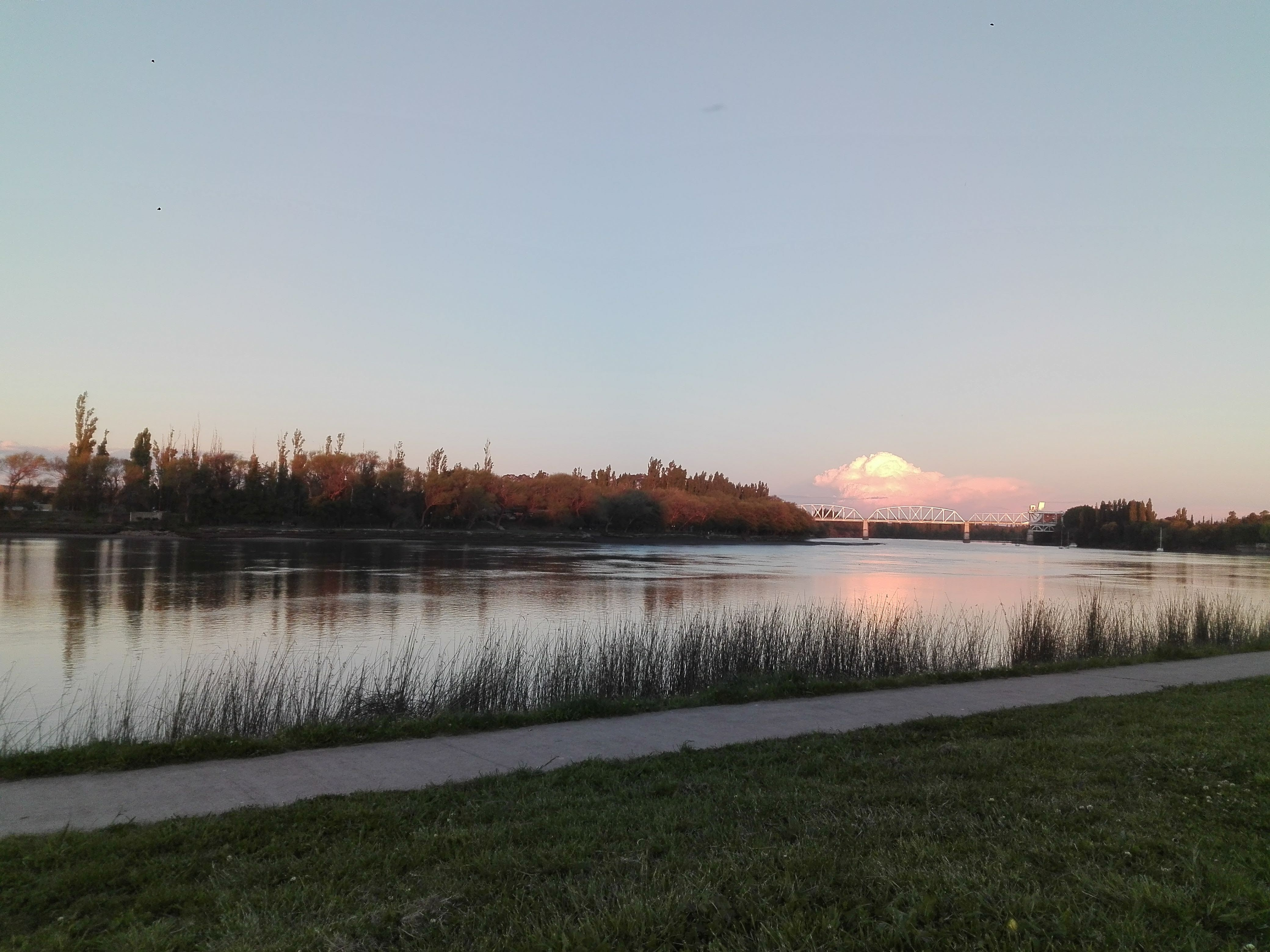
Tarde otoñal en la costanera viedmense.

El clima en esta región del país es del tipo templado semiárido con una temperatura media anual de 14 °C. El verano se caracteriza por ser caluroso en horas de la tarde, aunque las noches son un poco frescas. El promedio estival es de 22 °C, con mínimas de 15 °C y máximas de 30 °C. El invierno, por su parte, se presenta con tiempo frío durante el día y noches muy frías. La temperatura promedio es de 7 °C, con mínimas de -2 °C y máximas de 12 °C. El otoño y la primavera son estaciones de transición con temperaturas variables. En cuanto a los extremos, las temperaturas bajan a -6 °C en invierno y trepan a 38 °C en verano, si bien los récords son de -12.8 °C y 45 °C
Las precipitaciones son suficientes, con un acumulado de casi 400 mm anuales. La estación más húmeda es el verano, si bien no se puede hablar de una estación seca. La humedad relativa promedio anual es de 62%.
El viento sopla, en época estival, a una velocidad promedio de 28,4 km/h.
| Parámetros climáticos promedio de Aeropuerto Gobernador Edgardo Castello, Río Negro, Argentina                                    | Parámetros climáticos promedio de Aeropuerto Gobernador Edgardo Castello, Río Negro, Argentina | Parámetros climáticos promedio de Aeropuerto Gobernador Edgardo Castello, Río Negro, Argentina | Parámetros climáticos promedio de Aeropuerto Gobernador Edgardo Castello, Río Negro, Argentina | Parámetros climáticos promedio de Aeropuerto Gobernador Edgardo Castello, Río Negro, Argentina | Parámetros climáticos promedio de Aeropuerto Gobernador Edgardo Castello, Río Negro, Argentina | Parámetros climáticos promedio de Aeropuerto Gobernador Edgardo Castello, Río Negro, Argentina | Parámetros climáticos promedio de Aeropuerto Gobernador Edgardo Castello, Río Negro, Argentina | Parámetros climáticos promedio de Aeropuerto Gobernador Edgardo Castello, Río Negro, Argentina | Parámetros climáticos promedio de Aeropuerto Gobernador Edgardo Castello, Río Negro, Argentina | Parámetros climáticos promedio de Aeropuerto Gobernador Edgardo Castello, Río Negro, Argentina | Parámetros climáticos promedio de Aeropuerto Gobernador Edgardo Castello, Río Negro, Argentina | Parámetros climáticos promedio de Aeropuerto Gobernador Edgardo Castello, Río Negro, Argentina | Parámetros climáticos promedio de Aeropuerto Gobernador Edgardo Castello, Río Negro, Argentina |
| Mes | Ene.                                                                                           | Feb.                                                                                           | Mar.                                                                                           | Abr.                                                                                           | May.                                                                                           | Jun.                                                                                           | Jul.                                                                                           | Ago.                                                                                           | Sep.                                                                                           | Oct.                                                                                           | Nov.                                                                                           | Dic.                                                                                           | Anual                                                                                          |
| --- | ---------------------------------------------------------------------------------------------- | ---------------------------------------------------------------------------------------------- | ---------------------------------------------------------------------------------------------- | ---------------------------------------------------------------------------------------------- | ---------------------------------------------------------------------------------------------- | ---------------------------------------------------------------------------------------------- | ---------------------------------------------------------------------------------------------- | ---------------------------------------------------------------------------------------------- | ---------------------------------------------------------------------------------------------- | ---------------------------------------------------------------------------------------------- | ---------------------------------------------------------------------------------------------- | ---------------------------------------------------------------------------------------------- | ---------------------------------------------------------------------------------------------- |
| Temp. máx. abs. (°C) | 42.9                                                                                           | 43.7                                                                                           | 38.5                                                                                           | 34.2                                                                                           | 29.9                                                                                           | 25.2                                                                                           | 25.0                                                                                           | 28.8                                                                                           | 32.3                                                                                           | 35.4                                                                                           | 39.9                                                                                           | 43.2                                                                                           | 43.7                                                                                           |
| Temp. máx. media (°C) | 29.4                                                                                           | 28.3                                                                                           | 25.3                                                                                           | 20.9                                                                                           | 16.3                                                                                           | 13.1                                                                                           | 12.8                                                                                           | 15.1                                                                                           | 17.5                                                                                           | 21.4                                                                                           | 25.0                                                                                           | 27.9                                                                                           | 21.1                                                                                           |
| Temp. media (°C) | 22.0                                                                                           | 21.2                                                                                           | 18.6                                                                                           | 14.3                                                                                           | 10.5                                                                                           | 7.7                                                                                            | 7.1                                                                                            | 8.7                                                                                            | 10.7                                                                                           | 14.2                                                                                           | 17.5                                                                                           | 20.4                                                                                           | 14.4                                                                                           |
| Temp. mín. media (°C) | 14.7                                                                                           | 14.1                                                                                           | 12.0                                                                                           | 7.8                                                                                            | 4.7                                                                                            | 2.4                                                                                            | 1.5                                                                                            | 2.3                                                                                            | 4.0                                                                                            | 7.1                                                                                            | 10.1                                                                                           | 12.9                                                                                           | 7.8                                                                                            |
| Temp. mín. abs. (°C) | 0.5                                                                                            | 2.4                                                                                            | -0.7                                                                                           | -3.1                                                                                           | -5.3                                                                                           | -8.7                                                                                           | -10.8                                                                                          | -7.2                                                                                           | -6.7                                                                                           | -5.0                                                                                           | -1.8                                                                                           | 1.4                                                                                            | -10.8                                                                                          |
| Precipitación total (mm) | 31.4                                                                                           | 43.0                                                                                           | 54.1                                                                                           | 41.8                                                                                           | 28.8                                                                                           | 25.6                                                                                           | 26.0                                                                                           | 22.3                                                                                           | 25.2                                                                                           | 30.3                                                                                           | 23.6                                                                                           | 21.4                                                                                           | 373.5                                                                                          |
| Días de precipitaciones (≥ 1 mm)                                                                                                  | 5.2                                                                                            | 5.6                                                                                            | 6.0                                                                                            | 6.4                                                                                            | 7.1                                                                                            | 8.0                                                                                            | 7.2                                                                                            | 5.8                                                                                            | 5.5                                                                                            | 6.1                                                                                            | 5.1                                                                                            | 5.0                                                                                            | 73                                                                                             |
| Horas de sol | 291.0                                                                                          | 257.1                                                                                          | 272.8                                                                                          | 201.0                                                                                          | 148.8                                                                                          | 126.0                                                                                          | 133.3                                                                                          | 179.8                                                                                          | 201.0                                                                                          | 248.0                                                                                          | 270.0                                                                                          | 291.4                                                                                          | 2620.2                                                                                         |
| Humedad relativa (%) | 51                                                                                             | 56                                                                                             | 63                                                                                             | 69                                                                                             | 73                                                                                             | 75                                                                                             | 74                                                                                             | 68                                                                                             | 64                                                                                             | 59                                                                                             | 49                                                                                             | 48                                                                                             | 62                                                                                             |
| Fuente n.º 1: Servicio Meteorológico Nacional (normales 1981–2010), Oficina de Riesgo Agropecuario (valores extremas, desde 1971) |                                                                                                |                                                                                                |                                                                                                |                                                                                                |                                                                                                |                                                                                                |                                                                                                |                                                                                                |                                                                                                |                                                                                                |                                                                                                |                                                                                                |                                                                                                |
| Fuente n.º 2: Secretaría de Minería (horas de sol, 1971–1990)                                                                     |                                                                                                |                                                                                                |                                                                                                |                                                                                                |                                                                                                |                                                                                                |                                                                                                |                                                                                                |                                                                                                |                                                                                                |                                                                                                |                                                                                                |                                                                                                |

## Transporte

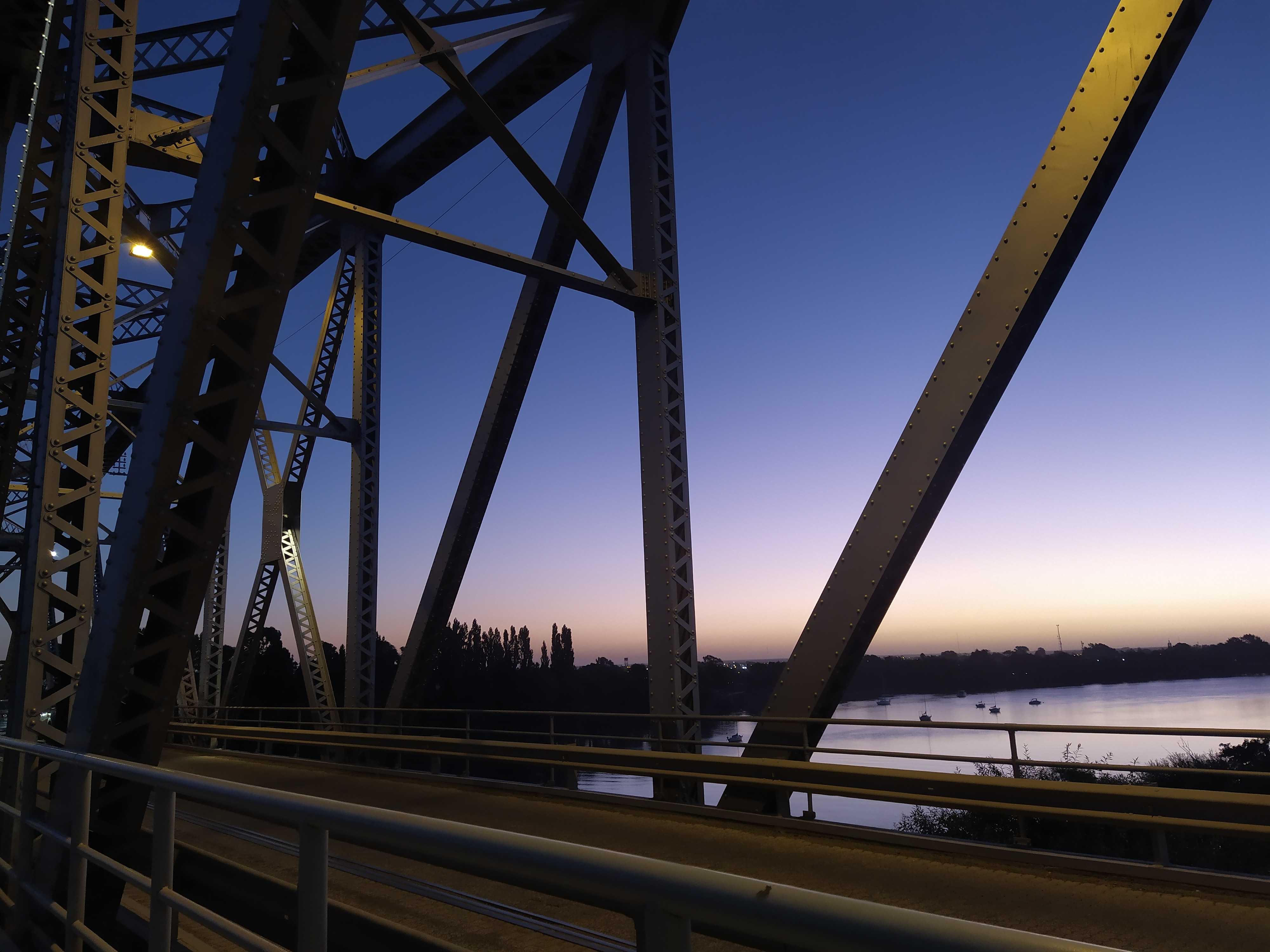
Fotografía tomada desde el "Puente Viejo" en febrero de 2020.

Se accede a Viedma desde la provincia de Buenos Aires a través de dos puentes, uno de ellos, el más moderno, es parte de la Ruta Nacional 3 y fue inaugurado en 1981. El otro puente se encuentra ubicado en el extremo sur de la ciudad y es llamado localmente "Puente Viejo", dado que fue inaugurado en 1931. Este último fue en sus inicios un puente levadizo, por lo que permitía el paso de las embarcaciones de gran porte. Sin embargo, desde la década de 1950 que no se eleva. Fue restaurado entre 2012 y 2013.
Tren Patagónico, una de los últimas empresas de trenes administradas por una provincia en Argentina, une la provincia desde el noreste hacia el sudoeste y presenta su terminal inicial en Viedma.
Además, se puede alcanzar la ciudad por vía aérea dado que se encuentra a pocos kilómetros el Aeropuerto Castello que presenta servicios de Aerolíneas Argentinas y Líneas Aéreas del Estado. Desde 2014 se realizan vuelos diarios entre la ciudad y la capital nacional, Buenos Aires.

## Turismo
Entre sus principales atractivos turísticos se encuentra el río Negro, el mayor de la Patagonia Argentina y uno de los cinco más caudalosos del país. Se caracteriza por unir las ciudades de Viedma y Carmen de Patagones, y por desembocar en el mar a 30 km de la ciudad. Esta particularidad produce una importante influencia en el régimen de mareas, lo cual permite disfrutar de diferentes balnearios municipales en ambas márgenes del río.
Algunas de las alternativas para conocer este majestuoso río, son a través de excursiones de pesca embarcada, paseos en el catamarán, paseos guiados en kayak y una gran variedad de deportes náuticos, como piragüismo y vela. Además está el turismo ecológico en su zona de secano, donde se encuentran las chacras bajo riego hacia el oeste de la ciudad (IDEVI). Desde Viedma se puede acceder a Carmen de Patagones mediante el cruce del río Negro a bordo de lanchas y del Catamarán Currú Leuvú II el cual realiza paseos por el río en zonas en las que se puede avistar la fauna del río y sus islas.
La Costanera Mateo el Armenio y su belleza natural invitan a disfrutar de sus hermosos espacios con una gran oferta de actividades, como paseos en bicicleta, caminatas, picnics, etc
En la zona de islas, muy próxima a la ciudad, es natural el avistaje de patos, especialmente en la isla Lucas Perez cisnes de cuello negro, gallaretas y otras aves que anidan en sus costas. También es posible avistar toninas, que en invierno ingresan desde el mar y ascienden por el río en un espectáculo indescriptible.

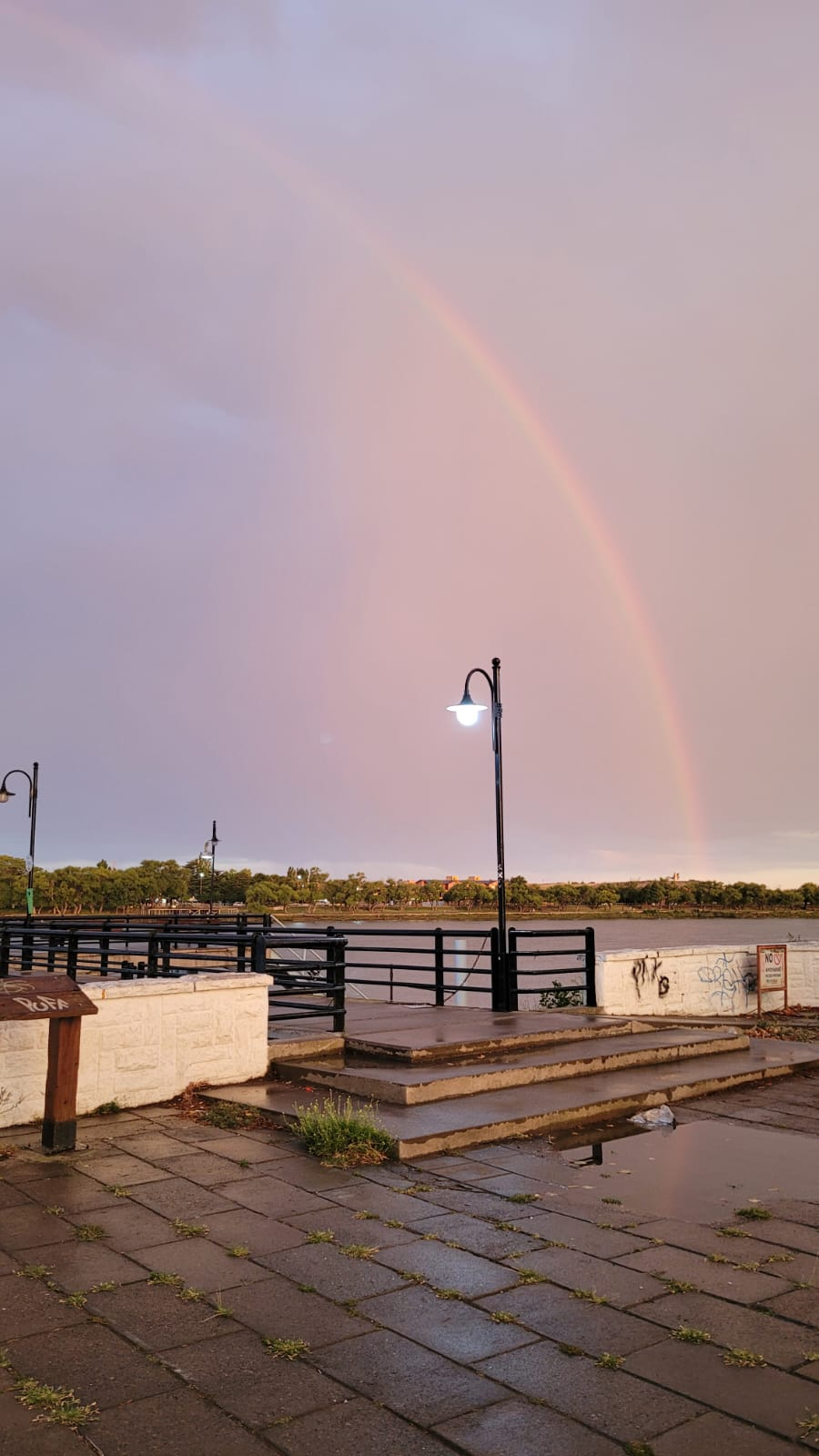
Costanera Mateo el Armenio.

Por su cercanía con el mar (30 km) se practica la pesca deportiva embarcada (tiburón, corvina, pescadilla). La extensa playa del Balneario El Cóndor cuenta con infraestructura hotelera, campin y casino. Cerca de la ciudad se halla la sucesión de playas unidas por la Ruta Provincial 1, la cual cuenta con asfalto hasta el Balneario La Lobería, en ella se pueden encontrar la Bajada de El Faro, Bajada del Espigón, Playa Bonita y La Lobería, todas playas de arena resguardadas por enormes acantilados. Cerca del balneario La Lobería hay una reserva de lobos marinos. Otros lugares turísticos son Bahía Rosa, Ensenada, Bajada de Echandi, Bahía Creek (donde es común la práctica de la actividad pesquera), Caleta de los Loros, a los que se accede por tramo de ripio. La Ruta Provincial 1 comienza en Viedma y termina en el acceso al Puerto de San Antonio Este, configurando un corredor turístico que se encuentra en pleno desarrollo de infraestructura.

## Deportes

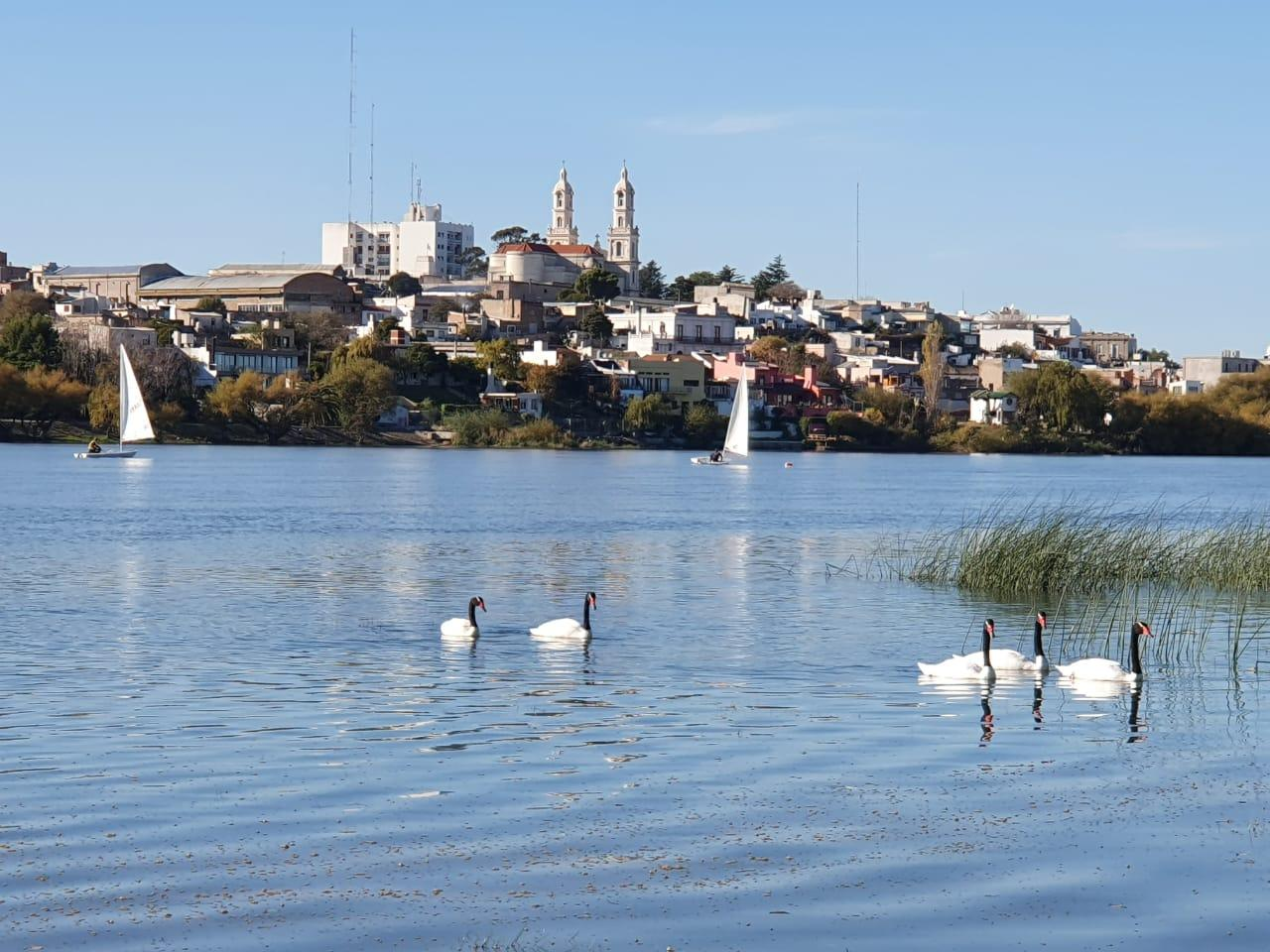
Al fondo, se observan veleros, práctica recreativa que se realiza en la localidad. En primer plano, se observan cisnes de cuello negro.

El baloncesto es el deporte que más auge ha tenido en la ciudad. Equipos locales como Deportivo Valle Inferior en la década de 1990 y Deportivo Viedma en la actualidad han disputado la Liga Nacional de Básquetbol, Liga Nacional A y Torneo Nacional de Ascenso respectivamente. Entidades como Villa Congreso, y otros clubes bastante más humildes y pequeños como Sol de Mayo y San Martín tienen equipos de baloncesto profesional y compiten en la Asociación Básquet del Valle Inferior.
En fútbol, compiten también los ya citados, Sol de Mayo y el Villa Congreso, además de clubes barriales muy importantes, como el Santo, la filial de River Plate, Millonarios de las 1016 y Club Deportivo Las Casitas.
En lo que respecta al balonmano el club con más trayectoria es Club Goliat, que se encuentra afiliado a la Confederación Argentina de Handball. De este club han surgido jugadores que han llegado a jugar en la selección nacional. El deporte en la ciudad ha tomado vuelo en las últimas décadas, con la incorporación del deporte a los Juegos Intercolegiales de nivel primario y secundario. En los últimos años ha sido destacado el papel de la Escuela Municipal de Handball, entidad pública bajo la órbita del municipio local. 
En las orillas del río Negro se desarrolla con gran auge el canotaje. Siendo esta ciudad es el punto de llegada de La Regata del río Negro, que se realiza anualmente en el mes de enero y actualmente la más larga del mundo, con casi 600 km de longitud. Hay dos escuelas públicas (la Escuela Municipal y la Escuela Provincial de Canotaje), y varias privadas como el Club Náutico La Ribera.
Otra disciplina que fue adquiriendo relevancia en la ciudad, es la práctica del automovilismo de velocidad, disciplina que ha llegado a consolidar su propio terreno de acciones con la inauguración en el año 2004 del Autódromo Ciudad de Viedma, circuito de carreras que además de prácticas zonales de deporte motor, también recibe a categorías de nivel nacional como ser el Turismo Carretera, TC 2000, Turismo Nacional y Top Race. La presencia de este autódromo potencia a la actividad, complementando al circuito Parque Ciudad de General Roca, ubicado en el Alto Valle del Río Negro.
En la ciudad también se destaca la práctica del judo, donde cuenta con dos representantes olímpicos de esta disciplina. Otros deportes como el patinaje y el skateboarding han sumado adherentes en la localidad.

## Demografía
El último censo argentino, realizado en 2022 y cuyos datos disgregados por municipio fueron publicados en julio de 2024, contó 59.993 habitantes y 25.216 viviendas. Esto marca un incremento de 7.204 habitantes respecto al último censo, realizado en 2010, que arrojó que la ciudad poseía 52.789 habitantes. De esta manera, Viedma se ubica como la novena ciudad más poblada de la Patagonia argentina, la cuarta de su provincia y la más poblada del valle inferior del río Negro.
| Evolución de la población desde 1910 a la actualidad                                             |
|                                                                                                  |
| Fuentes: Varela (1910), IV Censo de la República Argentina (1895, 1914, 1947), INDEC (1960-2022) |

## Religión

### Parroquias de la Iglesia Católica
| Diócesis   | Viedma                                                                                          |
| ---------- | ----------------------------------------------------------------------------------------------- |
| Parroquias | - Catedral de Nuestra Señora de las Mercedes - San Pío X - San Juan Bosco - San Isidro Labrador |

Además, hay presencia de numerosas congregaciones protestantes en sus múltiples vertientes.